# Tetracheilostoma bilineatum
Tetracheilostoma bilineatum är en kräldjursart som beskrevs av  Hermann Schlegel 1839. Tetracheilostoma bilineatum ingår i släktet Tetracheilostoma och familjen Leptotyphlopidae. Inga underarter finns listade i Catalogue of Life.
Arten förekommer på Martinique, St. Lucia och Barbados i Västindien. Honor lägger ägg.